# Імператор Монтоку
Імператор Монто́ку (яп. 文徳天皇, もんとくてんのう, монтоку тенно; 827 — 7 жовтня 858) — 55-й Імператор Японії, синтоїстське божество. Роки правління: 31 травня 850 — 7 жовтня 858.
Старший син імператора Німмьо та імператриці Фудзівара но Дзюнсі. Замолоду звався принц Мітіясу. 842 року призначено спадкоємцем трону. 850 року після зречення батька стає новим імператором. Значний вплив на державні справи за його панування мав Фудзівара но Йошіфуса.
Був дуже побожним буддистом, після смерті бабусі 850 року заснував храм під назвою Данріндзі (檀林寺) на місці сучасного Тенрюдзі (天龍寺) в районі Укьо.  За цим призначив свого сина принца Корехіто спадкоємцем трону.
855 року було придушено повстання емісі у провінції Муцу. Помер імператор 859 року. Влада перейшла до принца Корехіто, що відомий як імператор Сейва.
Мав 6 дружин, які народили йому 29 дітей.